# Alkymi - den hermetiske kunst
Alkymi - den hermetiske kunst er en kortfilm instrueret af Irene Werner Stage efter eget manuskript.